# Karl Storch
Karl Konrad Joseph Storch (ur. 21 sierpnia 1913 w Fuldzie, zm. 16 sierpnia 1992 tamże) – niemiecki lekkoatleta (młociarz), wicemistrz olimpijski z 1952.
Startując w reprezentacji RFN zdobył srebrny medal w rzucie młotem na igrzyskach olimpijskich w 1952 w Helsinkach, za Józsefem Csermákiem z Węgier, a przed innym Węgrem Imre Némethem.
Zakwalifikował się do finału na mistrzostwach Europy w 1954 w Bernie, ale w nim nie wystąpił wskutek kontuzji.
Czterokrotnie poprawiał rekord Niemiec w rzucie młotem do wyniku 60,77 m osiągniętego 28 września 1952 w Karlsruhe. Był to pierwszy wynik reprezentanta Niemiec powyżej 60 metrów.
Był mistrzem Niemiec, a później RFN w tej konkurencji w latach 1941–1943, 1948, 1950, 1952, 1954 i 1955 oraz wicemistrzem w latach 1938, 1939, 1946, 1947, 1949, 1951, 1957 i 1958.